# Вторая лига России по футболу 2024/2025
В сезоне 2024/2025 Вторая лига в ходе реформы 2023 года была разделена на два дивизиона. Старший дивизион («А»), состоящий из 20 команд, проводился по системе «осень-весна», также, как и сезон Первой лиги. Младший дивизион («Б») — в четырёх территориальных группах проводился по системе «весна-осень». Четыре команды, которые выигрывают свои группы в дивизионе в переходном турнире осенью 2024 года, получают право на переход в дивизион «А» и, в случае соответствия лицензионным требованиям, игру в нём в 2025 году (второй этап сезона 2024/25 и первый этап сезона 2025/26).
В 2024—2025 годах проводятся соревнования:
- В дивизионе «А» — один розыгрыш — 2024/25;
- В дивизионе «Б» — два розыгрыша — 2024 и 2025.